# San Genaro de Boconoito
San Genaro de Boconoito is een gemeente in de Venezolaanse staat Portuguesa. De gemeente telt 24.900 inwoners. De hoofdplaats is Boconoito.